# Сельское поселение Сергиевск
Сельское поселение Сергиевск — муниципальное образование в Сергиевском районе Самарской области.
Административный центр — село Сергиевск.

## Административное устройство
В состав сельского поселения Сергиевск входят:
- село Сергиевск,
- село Боровка,
- село Успенка,
- посёлок Глубокий,
- посёлок Михайловка,
- посёлок Рогатка,
- посёлок Рыбопитомник,
- деревня Студеный Ключ.